# China Open 2012 (Tennis)
Die China Open 2012 fanden vom 29. September bis 7. Oktober 2012 im Olympic Green Tenniszentrum in Peking statt. Bei den Männern waren sie ein Teil der ATP World Tour 500, bei den Damen handelte es sich um ein WTA Premier Mandatory Turnier.